# Mamie Johnson
Pour les articles homonymes, voir Johnson.
Mamie Johnson, dite Peanut (née le 27 septembre 1935 à Ridgeway (Caroline du Sud) États-Unis et morte le 18 décembre 2017 à Washington, D.C.) est une infirmière américaine qui fut joueuse de baseball dans les années 1950 dans les Ligue des Noirs (Negro League).

## Biographie
Après avoir joué au baseball avec les garçons de son âge à l'école secondaire, Mamie Johnson tente de joindre en 1953 la All-American Girls Professional Baseball League, une ligue professionnelle de baseball réservée aux femmes, mais est refusée car les Afro-Américaines n'y sont pas admises. Elle est remarquée par un recruteur des Clowns d'Indianapolis (en) de la Ligue des Noirs, qui lui fait signer un contrat en 1953.
Lanceuse des Clowns de 1953 à 1955, elle gagne 33 matchs contre seulement 8 défaites en trois saisons, selon ses propres dires car beaucoup de statistiques des Negro Leagues échappent encore aux historiens. Si ses performances sportives sont dures à quantifier mathématiquement, les joueurs de l'époque s'accordent néanmoins pour dire qu'elle possédait tout le talent nécessaire pour rivaliser avec ses adversaires masculins, et font remarquer sa grande popularité ainsi que les affluences à la hausse lors des matchs des Clowns auxquels elle participait. Johnson dit avoir perfectionné l'art de lancer grâce aux conseils de Satchel Paige.
Mamie Johnson est la troisième femme à jouer au baseball professionnel avec les hommes à un niveau plus élevé que les ligues mineures, la deuxième à y jouer sur une base permanente après Isabel Baxter (qui ne fit qu'une apparition en 1933) et Toni Stone, et la première de ce groupe restreint à évoluer à la position de lanceuse.
Johnson hérite du surnom « Peanut », qui lui est lancé par un frappeur adverse lors de son premier match pour les Clowns, en raison de sa petite taille : 1,60 mètre (5 pieds et 3 pouces).
Mamie Johnson délaisse le baseball pour élever son fils et gagner sa vie comme infirmière pendant plus de 40 ans dans la région de Washington. Après sa retraite, elle tient un commerce de souvenirs des Negro Leagues et apparaît à divers événements reliés à l'histoire du sport et, en particulier, l'histoire des Afro-Américains dans le paysage sportif des États-Unis. Sa biographie, A Strong Right Arm, est écrite par Michelle Y. Green et paraît au début des années 2000.
Le Mamie "Peanut" Johnson Field est nommé en son honneur au Rosedale Recreation Center de Washington mais, à son grand regret, le centre sportif n'offre aux jeunes qu'un terrain de football et non de baseball,.